# Коробка Сергій Анатолійович
Сергій Анатолійович Коробка (нар. 13 лютого 1975) — український футболіст, півзахисник.

## Життєпис
Вихованець каховської ДЮСШ та київського РВУФК. Дорослу футбольну кар'єру розпочав у 1992 році в складі клубу «Фортуна» (Андрушівка), яка виступала в аматорському чемпіонаті України. У 1993 році, під час перерви в чемпіонаті, виїхав до Франції, де підписав контракт з «Нантом», в якому виступав до 1996 року. Проте за першу команду не зіграв жодного офіційного поєдинку, в основному виступаючи за юнацькі та молодіжні команди французького клубу. У сезоні 1995/96 років також виступав за аматорський фарм-клуб «городян», «Нант-Атлантік-Б». У 1996 році повернувся до України, виступав за футзальний клуб «Авангард» (Жовті Води). Проте надовго в Україні не затримався. У 1996 році виїхав до сусідньої Словаччини, де підписав контракт з клубом Суперліги «Дунайська Стреда», за який зіграв 21 матч (2 голи) в національному чемпіонаті та 3 матчі (3 голи) в кубку Словаччини.
Під час зимової перерви сезону 1997/98 років перейшов до клубу другої німецької Бундесліги «Ваттеншайд 09». У другому дивізіоні німецького чемпіонату дебютував 1 березня 1998 року в програному (0:1) поєдинку проти «Юрдінгена 05». З 1997 по 1999 рік у Другій Бундеслізі зіграв 32 матчі та відзначився 6-а голами. У сезоні 1999/00 років виступав у Регіоналлізі за «Юрдінген 05», а влітку 2000 року повернувся у «Ваттеншайд». Проте вже восени того ж року Сергій перейшов до клубу Північнонімецької Оберліги «Клоппенбург», а навесні 2001 року підписав контракт з клубом «Бохольт» з Оберліги Північний Рейн. Через дворазову зміну клубу протягом сезону та відсутність офіційних дозволів на це отримав дискваліфікацію, а результати двох матчів його клубу були анульовані. Влітку 2001 року залишив команду, про подальшу кар'єру Коробки нічого невідомо.